# Mamberamomunkskata
Mamberamomunkskata (Philemon brassi) är en fågel i familjen honungsfåglar inom ordningen tättingar.

## Utbredning och systematik
Fågeln upptäcktes 1940 på nordvästra Nya Guinea. Området är dåligt känt och fågelns utbredning är svår att uppskatta. 

## Status
IUCN kategoriserar arten som livskraftig.